# Conquête de Majorque
 (avril 2024).
Si vous disposez d'ouvrages ou d'articles de référence ou si vous connaissez des sites web de qualité traitant du thème abordé ici, merci de compléter l'article en donnant les références utiles à sa vérifiabilité et en les liant à la section « Notes et références ».

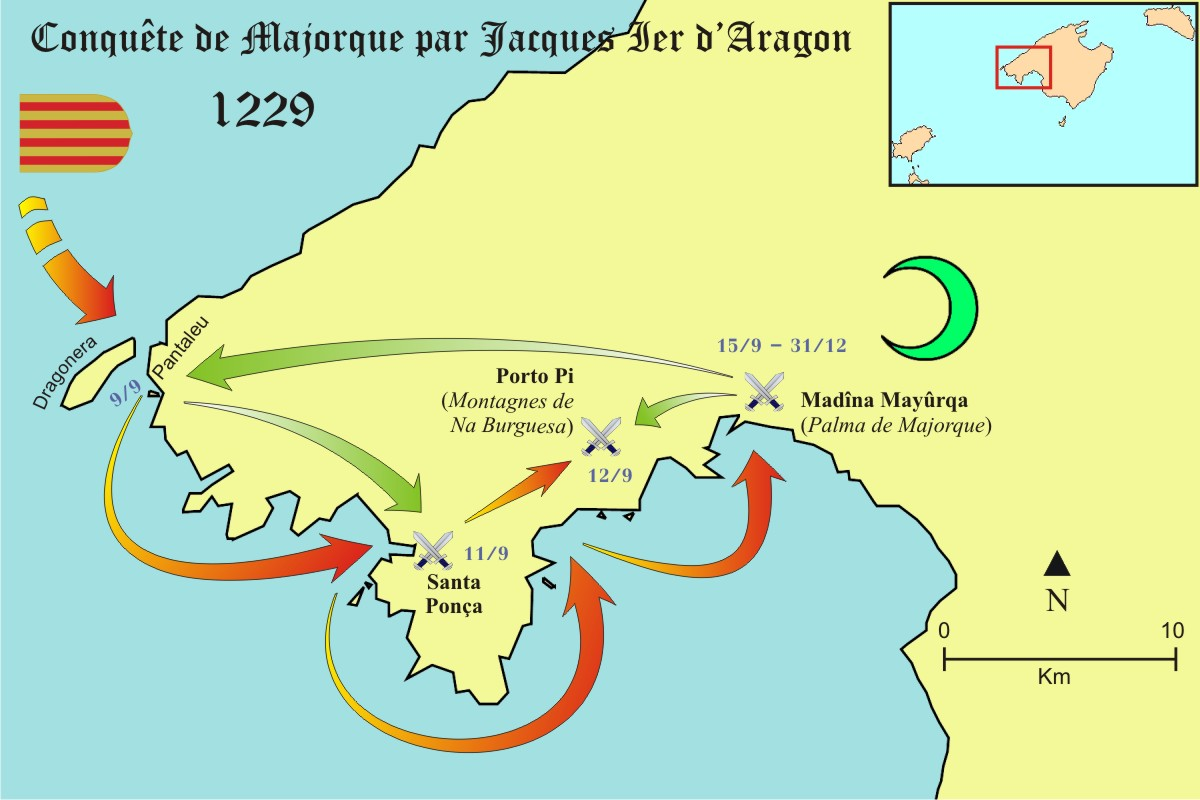
Plan.

La reconquête de l'île de Majorque sur les Almohades par Jacques Ier d'Aragon, dans le cadre de la Reconquista, débute en septembre 1229. L'essentiel est achevé en trois mois, mais elle dure jusqu'en 1231. Elle débouche sur la création du royaume de Majorque, indépendant de 1231 à 1285 et de 1295 à 1349, rattaché à la couronne d'Aragon de 1285 à 1295 et de 1349 à 1716, puis rattaché au royaume d'Espagne. Le titre de « roi de Majorque » figure toujours dans la titulature complète des rois et reines d'Espagne, même si elle est aujourd'hui rarement utilisée.

## Une reconquête conduite en trois mois

### Un débarquement d'ampleur inédite
En 903, les maures s'emparent de Majorque, alors chrétienne (romains, vandales puis byzantins).
Avant 1229, plusieurs tentatives de reprise de Majorque avaient été tentées, sans succès durable, dont celle de l'expédition catalano-pisane de 1114.
Le roi chrétien avait sommé le wâlî de lui rendre un navire capturé. Le roi maure ne s'était pas exécuté. L'entourage du jeune roi poussait à l'opération militaire, la reconquête étant active depuis 985, et surtout, depuis 1212. La prise des îles Baléares sera déterminante pour le contrôle de la Méditerranée, privant les Maures du contrôle du commerce maritime.
Les troupes chrétiennes arago-catalanes s'embarquent pour une opération maritimo-terrestre de grande envergure. La flotte fait tout d'abord escale à la Dragonera et à Pantaleu, près du village de San Telmo. Lors de l'installation grecque, Pantaleu réunissait cinq villages antiques.
Après cette escale, exploratoire ou purement tactique, le premier débarquement massif a lieu le 12 septembre 1229, plus à l'est et plus proche de Palma, dans la baie de Santa Ponsa. 143 navires de transport, sécurisés par une dizaine de navires de guerre, auraient débarqué une armée de 20 000 hommes, parfois en plusieurs étapes. L'essentiel du premier transport, soit 1 500 chevaliers et 15 000 hommes de troupe est disponible pour le premier affrontement.
Le soldat Rindemeya est choisi pour planter l'étendard royal sur la plage de Santa Ponça[réf. nécessaire].
Les croisés sont attendus car la préparation de la croisade, suscitant de nombreux débats, était publique. De plus, une telle expédition n'avait pu se préparer en secret ; enfin, l'embarquement d'une pareille flotte ne pouvait se faire discrètement.
Les autorités almohades, siégeant à Medina Mayorqua (Palma) aux ordres du wâlî Abou Yahia sont déjà en guerre interne du fait de leur régime intolérant, avec des rebelles qu'elles ne contrôlent plus. La division est installée parmi les rangs maures.
Les Almohades de Majorque n'ont donc ni les moyens ni le temps de faire des fortifications importantes. Mais ils sont avertis et leur résistance attend les croisés.[réf. nécessaire]
La première bataille à Santa Ponsa, près du village à quelque cinq kilomètres des côtes, est rude. Les Croisés doivent camper et sécuriser leurs arrières et avant-gardes, ainsi que la tête de pont. La supériorité maritime (bateau type coque à voile) et technique (armure et arme de fer) est de leur côté, ainsi que le nombre. Le commandement général animé par Nuño Sançh pour les Catalans, les gens du Roussillon et les Occitans affiliés à la ville de Montpellier, Pedro de Portugal pour les Aragonais ou les catalans de la maison du roi, ainsi que les différents seigneurs catalans des troupes croisées sont à la peine. Les forces alliées et mercenaires, cantonnées à un rôle d'arrière-garde ou de défense, se révèlent efficaces, mais les troupes catalanes, appuyées par une force aragonaise de faible envergure, apparaissent de plus en plus désemparées[réf. nécessaire]. Les plans de conquête, conçus à Barcelone, nécessairement, doivent s'adapter.

### Des ajustements tactiques décisifs
Le roi constatant le piétinement prend le commandement et décide de faire passer en première ligne les troupes initialement prévues en soutien, car elles étaient essentiellement étrangères, d'origine occitane, française et italienne. Ces troupes, cantonnées à des tâches techniques et munies d'armes performantes (arbalètes), passent à l'attaque et perforent en une furia francese le dispositif maure à Illetas le 27 septembre. Mieux, en poursuivant leur avancée, elles parviennent devant la capitale. Au soir du 27 septembre, le roi qui a participé à la bataille d'Illetas a laissé au château de Bendinat l'image légendaire d'un dîner frugal, à base de pain, d'ail et d'olive, avec son commentaire : « havem ben dinat » (littéralement « Nous avons bien dîné », car tous les dîners sont bons, les soirs de victoire[réf. souhaitée]).
Dès le 14 septembre 1229, les galères royales étaient entrées dans la baie de Palma, pour y préparer le siège.

### Le siège et la chute de Palma
La ville de Madîna Mayûrqa (aujourd'hui Palma) tombe en décembre, le jour de la saint Sylvestre de la même année, après trois mois d'un siège où les technicités, les machines italiennes et provençales ont fait merveille.
Le souverain maure de Palma le wâlî Abou Yahia, propose de se rendre, contre la vie sauve, ce que les croisés refusent. Son sort n'est pas connu avec certitude.
Les rebelles maures de l'île ont opposé une résistance aux troupes catalanes ; lorsque les murailles s'effondrent, les croisés massacrent un grand nombre d'habitants, nécessairement devenus sans défense, et rasent quelques quartiers qu'ils jugent dangereux. Le roi Jacques, déjà mécontent de la tenue de ses troupes[réf. nécessaire], est horrifié par ces exactions[réf. nécessaire].

### La généralisation de la reconquête
Après la capitale, Palma, la reprise de l'île continue, en installant des places-fortes dans les endroits stratégiques. Ce sont en général des châteaux garnis de tours de guet.
Les chevaliers templiers qui ont joué un rôle décisif dans la préparation et dans la conduite de l'opération militaire, participent activement à la mise en place de la nouvelle administration royale.
Les seigneurs qui ont financé la conquête prennent leur part, ils taxent la population et parfois mettent en esclavage les contributeurs trop pauvres ou insolvables. L'archevêque de Barcelone reçoit la moitié de la capitale, ainsi qu'une portion de côte jusqu'à Banyalbufar. Le roi qui, par la convention de la medietas régis, détient l'autre moitié de la ville, s'efforce de protéger les artisans maures et les communautés paysannes. Il interdit les expulsions de ces populations, ne voulant pas se priver de main d'œuvre pour mettre en valeur les terres conquises. Il ne peut empêcher les déplacements massifs de populations organisées par les seigneurs, libres sur leurs domaines. Conscient que la colonisation n'est qu'une étape lointaine, alors qu'elle était posée comme une condition première de l'occupation chrétienne par les autorités religieuses, le roi opère lentement un revirement favorable à la masse paysanne de la population maure[réf. nécessaire]. Une fraction de l'église catalane va ainsi concevoir une hostilité envers les chrétiens ou les juifs de l'île, les soupçonnant de déviance cathare ou hérétique[réf. nécessaire].
Les communautés maures, appauvries par la conquête et par la fiscalité seigneuriale, mettent plus d'une décennie à retrouver une forme de prospérité.[réf. nécessaire] Il est vrai que la reconquête a mis fin aux pratiques de piraterie antérieures, dont la base est repoussée sur la côte nord-africaine jusqu'à son terme en 1830, qu'elle a ramené la paix pour la circulation et le commerce dans cette aire maritime, enfin, qu'elle a, à coup sûr, transformé l'économie régionale.

## Le fragile royaume de Majorque

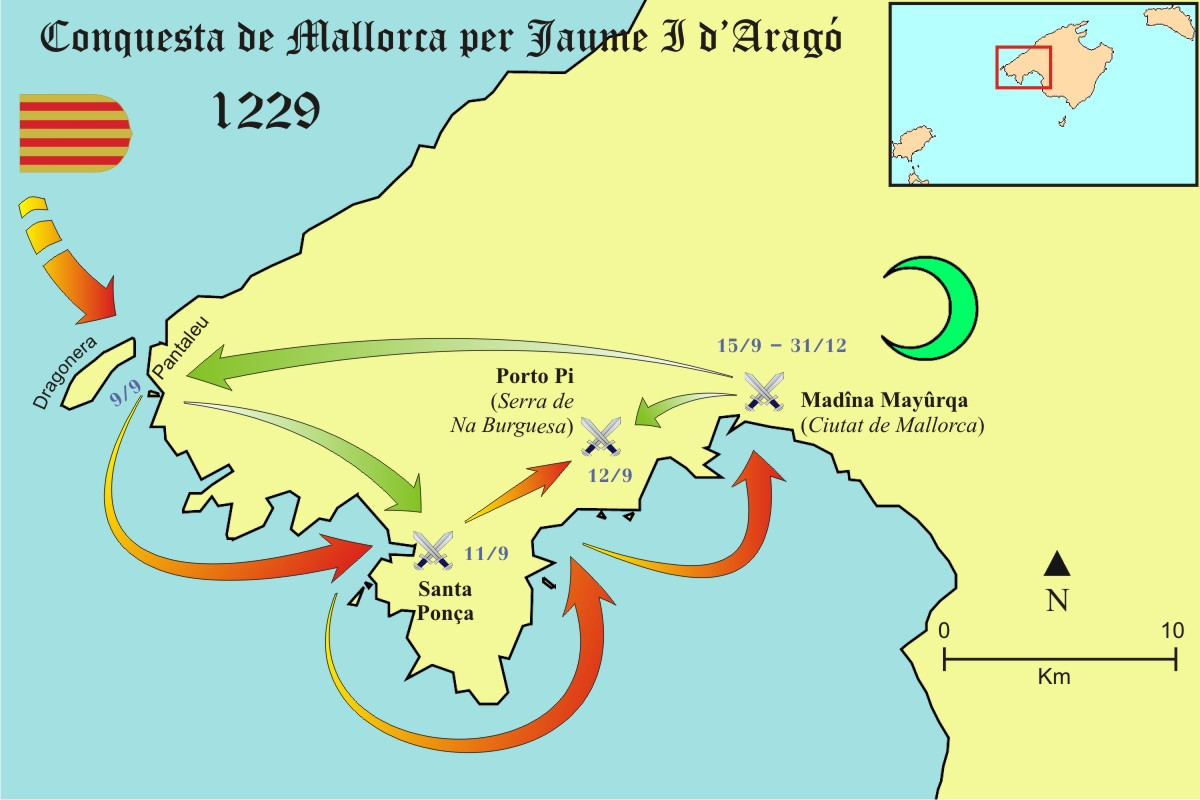
Conquête de Majorque par Jacques Ier d'Aragon (1229).

### En 1232, la reconquête est parfaite
La forteresse d'Alaró, dernier bastion maure, se soumet en 1231. Mais la résistance musulmane se poursuit dans les régions montagneuses et dans les grottes, refuges des derniers rebelles de l'île jusqu'en 1232. Une fois la conquête terminée, Jacques Ier confirme l'attribution des terres aux nobles selon les dispositions mises par écrit dans le Llibre del Repartiment ; son revirement vers la tolérance envers les populations maures ou juives favorise l'instauration d'institutions spécifiques, ainsi que la vassalisation facile de l'île de Minorque, qui conserve sa liberté religieuse en étant protégée par la flotte catalane.
Le cadastre atteste ainsi de dons de terres franches, en franc alleu, aux combattants nobles ou simples soldats, ainsi que des terres frumentaires sous forme d'alleu aux pobladors ou colons venant principalement d'Ampurias ou du Roussillon[réf. nécessaire]. Il y aura aussi des régisseurs et des contremaîtres catalans dans les campagnes. Ce sont ces éléments catalans, fondus dans la masse paysanne, qui, avec la pratique d'un christianisme tolérant permettent le retour de la langue et de la culture catalane sur l'île, telles qu'au IXe siècle, avant la prise de celle-ci par les Maures.

### La création d'un nouveau royaume
Le roi a compris la spécificité de l'île : un pivot central en méditerranée pour le commerce maritime et pour la sécurité de ce commerce. La prise des îles Baléares opérera bien la reprise de contrôle du commerce maritime en Méditerranée, favorisant davantage encore l'effort de reconquête.
L'île intègre un domaine royal vaste, aux possessions géographiquement décousues. Le long règne de Jacques Ier lui laisse le temps d'organiser la domination catalane sur ses reconquêtes.

### Le bref royaume de Majorque
Les principes médiévaux d'héritage s'appliquent. Il faut répartir les terres royales. Par son testament, le roi crée le royaume de Majorque, qui devient indépendant à sa mort. Ses héritiers n'auront de cesse de reconstituer l'ensemble du domaine royal, par des guerres fratricides. Pierre IV d'Aragon s'empare du royaume de Majorque pour le réunir à sa couronne.
Le royaume de Majorque est juridiquement aboli en 1716.

## La place essentielle de Majorque dans l'espace espagnol
La reconquête de Majorque, étendue immédiatement aux principales îles Baléares, procure un essentiel point d'appui aux Espagnols, en Méditerranée. L'espace constitué par cette mer est alors essentiel aux échanges internationaux.
Majorque stimulera et favorisera les routes maritimes espagnoles, jusqu'en 1492 et la découverte du « Nouveau Monde ».
Dans les années 1960, la politique de développement économique fondée sur le tourisme trouvera, à Majorque, de même que dans les îles Baléares, un point d'appui déterminant à un succès qui ne se dément guère. L'Espagne occupe l'une des toutes premières places parmi les destinations touristiques mondiales.
Chaque année depuis le XIIIe siècle, à Palma, la Fête de l'étendard célèbre le 31 décembre le retour de Majorque au sein des royaumes chrétiens d'Europe.
En 1929, une croix de pierre a été érigée à l'entrée du port de plaisance, récent, de Santa Ponsa, plusieurs centaines de mètres avant la plage du débarquement, pour rappeler l'événement historique décisif.